# Akantofolis
Akantofolis (Acanthopholis) – roślinożerny, średniej wielkości dinozaur należący do rodziny nodozaurów. Nazwę rodzajową Acanthopholis można tłumaczyć jako „skalny róg” lub „łuskowaty kręgosłup” ewentualnie grzbiet. Nodozaur spokrewniony z edmontonią
Akantofolis miał ok. 5,5 m długości i ok. 1,8 m wysokości. Ważył 380 – 700 kg. Posiadał płyty umieszczone w skórze oraz kolce sterczące na szyi i w okolicach barków.
Akantofolis występował  w okresie wczesnej kredy (około 125-95 milionów lat temu) na obszarze Europy. Szczątki akantofolisa  zostały znalezione w  Anglii  na obszarze hrabstw Cambridge i Kent. Akantofolis został odkryty przez Thomasa Huxleya w 1867.

## Gatunki
- Acanthopholis horrida (Huxley, 1867)
- Acanthopholis eucercus (Seeley, 1869)
- Acanthopholis macrocercus (Seeley, 1869)
- Acanthopholis platypus (Seeley, 1869)
- Acanthopholis stereocercus (Seeley, 1869)
- Acanthopholis huguesii (Pereda Suberbiola & Barrett, 1998)
- Acanthopholis keepingi (Pereda Suberbiola & Barrett, 1998)

## Synonimy
- Syngonosaurus,
- Eucercosaurus.